# Сідр (циклон)
Циклон «Сідр» (англ. Cyclone Sidr) — потужний тропічний циклон, який спричинив одне з найстрашніших стихійних лих у Бангладеш. Четвертий названий шторм сезону циклону 2007 року в Північній частині Індійського океану, Сідр сформувався в центральній частині Бенгальської затоки та швидко посилився, досягнувши максимального 1-хвилинного постійного вітру 260 км/год (160 миль/год), що робить його еквівалентом 5 категорії за шкалою Саффіра-Сімпсона. Зрештою шторм обрушився на Бангладеш 15 листопада 2007 року, спричинивши масштабну евакуацію. Щонайменше 3,447 людей загинуло через штормом, за деякими оцінками кількість загиблих сягає 15 000.
Організація «Save the Children» оцінила кількість смертей, пов’язаних із циклоном, від 3100 до 10 000, тоді як Товариство «Червоного Хреста» повідомило 18 листопада, що кількість смертей може досягати 15 000. Інші гуманітарні організації оцінили кількість загиблих до 15 000 осіб. Міжнародні групи пообіцяли виділити 95 мільйонів доларів США на усунення збитків, які оцінюють у 196,25 мільярда так (2,31 мільярда доларів США).

## Метеорологічна історія

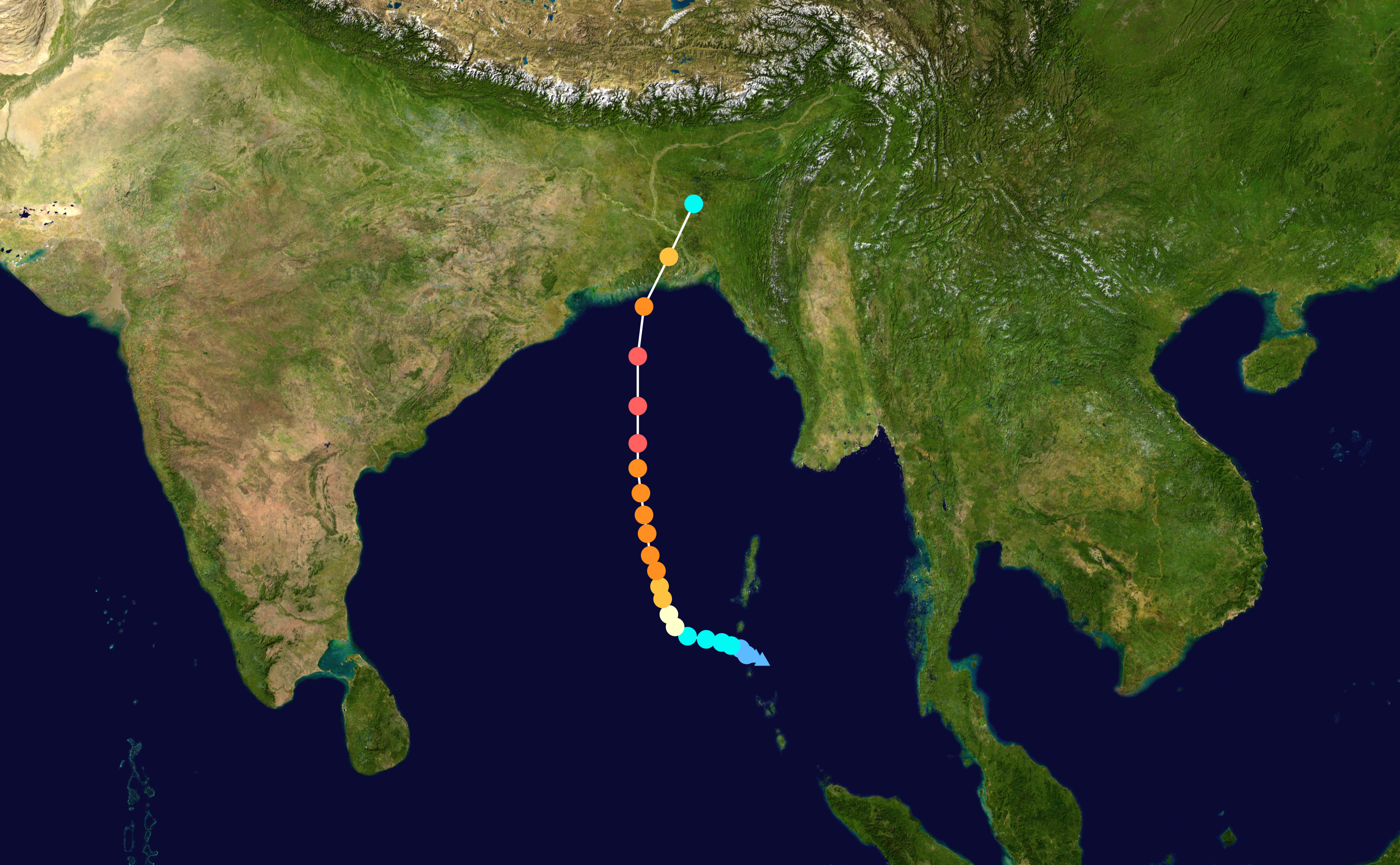
Карта шляху і інтенсивності Циклону Сідр

9 листопада на південний-схід від Андаманських островів утворилася зона порушеної погоди зі слабкою низькою циркуляцією поблизу Нікобарських островів. Спочатку помірний зсув вітру на верхньому рівні перешкоджав організації, тоді як сильний дифлюмент угорі сприяв розвитку конвекції. Вертикальний зсув значно зменшився, оскільки циркуляція стала краще визначеною, і 11 листопада було видано попередження про формування тропічного циклону, коли він знаходився на невеликій відстані на південь від Андаманських островів. Приблизно в той же час Метеорологічний департамент Індії (IMD) позначив систему як депресія BOB 09. Об'єднаний центр попередження про тайфуни (JTWC) оновив його до тропічного циклону 06B після того, як оцінки Дворака показали швидкість вітру 65 км/год (40 миль/год). Пізніше того ж дня він посилився до глибокої депресії повільно рухаючись на північний-захід.
IMD оновив систему до циклонічного шторму Сідр рано 12 листопада Потім система почала швидко активізуватись, повільно рухаючись на північний-захід, і IMD оновив її до сильного циклонічного шторму пізніше того ж дня та дуже сильного циклонічного шторму рано наступного дня. Вранці 15 листопада циклон посилився, досягнувши максимальної швидкості вітру 215 км/год (135 миль/год) згідно з IMD та піку 260 км/год (160 миль/год) згідно з JTWC найкращого трека. Сідр офіційно вийшов на сушу близько 17:00 UTC пізніше того ж дня зі швидкістю вітру 215 км/год (135 миль/год). Він швидко ослаб після виходу на сушу, і остаточні рекомендації були видані вранці 16 листопада.

## Підготовка

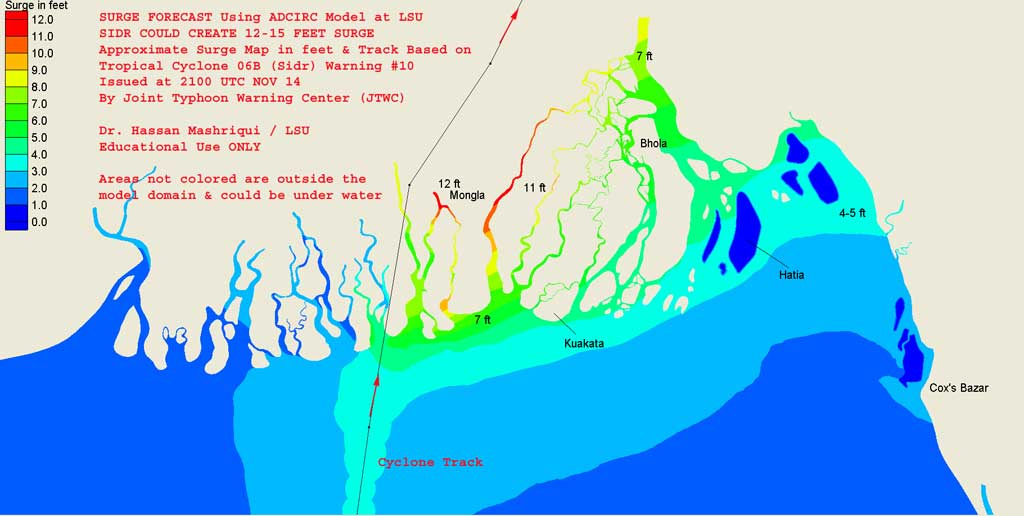
Штормовий приплив, прогнозований 14 листопада за моделлю

Оскільки 15 листопада він посилився до циклону 4 категорії тисячі співробітників надзвичайних ситуацій були переведені в режим очікування у Східній Індії та Бангладеш перед приходом шторму. Прогнозована висота штормового хвилі, передбачена чисельною моделлю, розробленою д-ром Хасаном Машрікі (Університет штату Луїзіана), була передана органам реагування на надзвичайні ситуації в Бангладеш що спонукало до масової евакуації низинних прибережних районів. Загалом 2 мільйони людей у Бангладеш були евакуйовані до притулків. Метрологічне управління Індії (IMD) також оголосило попередження про циклон для Одіші та Західна Бенгалія, 14 листопада. У Бангладеш на екстреному засіданні уряду було прийнято рішення скасувати щотижневу відпустку для урядовців, щоб долучитися до процесу евакуації. Більше 40 000 волонтерів Червоного Півмісяця були направлені, щоб наказати мешканцям у 15 постраждалих провінціях створити спеціальні укриття від циклонів та повеней. Основні порти країни були закриті.

## Наслідки

Циклон «Сідр» обрушується на Бангладеш.

Прибережні райони Бангладеш зіткнулися з сильними дощами внаслідок удару циклону. У Дакці та інших частинах Бангладеш сильні дощі і поривчастий вітер. Загальні збитки досягли 196,25 мільярда так (2,31 мільярда доларів США).
У прибережних районах північного Ченнай в південному штаті Тамілнад в Індії повідомлялося про штормові хвилі, які досягали висоти 3 метри (9,8 футів) , що викликало паніку серед рибальської спільноти.
Збитки в Бангладеш були значними, включаючи зруйновані будинки, школи та повалені дерева. Деякі місцеві чиновники назвали збитки ще гіршими, ніж ті, які завдав циклон 1991 року. Цілі міста Патуахалі, Баргуна та округ Джалокаті сильно постраждали від штормового припливу, що перевищувала 5 метрів (16 футів). Близько чверті об’єкта всесвітньої спадщини Сундарбан було пошкоджено. Дослідники кажуть, що мангровому лісу Сундарбан знадобиться щонайменше 40 років, щоб відновитися після цієї катастрофи. Велика частина столиці Дакка також серйозно постраждав, оскільки було відключено електрику та водопостачання, і, як повідомляється, було завдано значних збитків через вітер і повінь. Місцева сільськогосподарська промисловість також була спустошена, оскільки було втрачено багато посівів рису, який має грудневий урожай.
Повідомляється про щонайменше 3447 смертей. Найбільше постраждав район Баргуна, де, за даними місцевих чиновників, загинули 423 людини. Патуахалі також сильно постраждав, повідомлялося про 385 смертей. Більшість смертей, підтверджених на даний момент, були спричинені вітром, хоча 13 із них сталися внаслідок перекидання човнів у районі Фарідпур у Бангладеш. Глава Червоного Півмісяця в Бангладеш заявив, що кількість загиблих досягне 15 000. Понад 3000 інших рибалок вважалися зниклими безвісти на понад 500 рибальських човнах. Максимальна оціночна кількість загиблих від Сідру в густонаселеному регіоні становить понад 15 000 осіб.

## Ліквідація наслідків

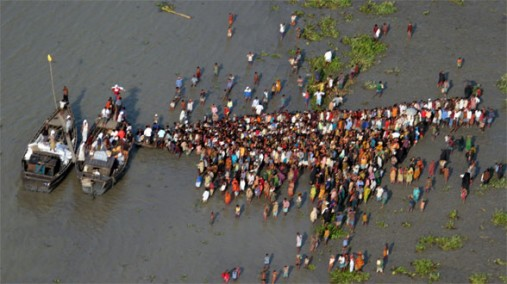
Постраждалі від циклону стоять у черзі до човнів допомоги в Бангладеш

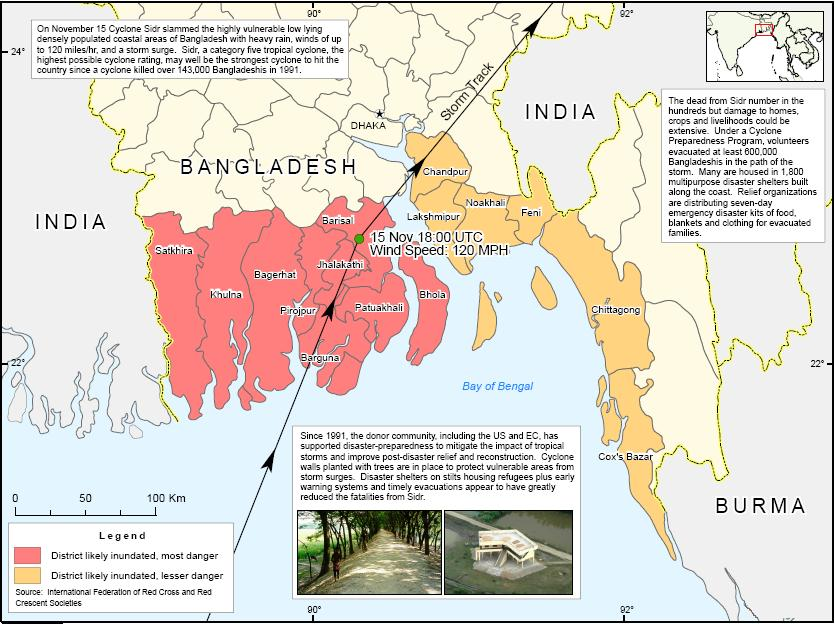
Карта, на якій показано постраждалі райони Сідру та реагування на стихійні лиха.

Циклон «Сідр» обрушився на дуже вразливі низинні густонаселені прибережні райони Бангладеш сильним дощем, вітром зі швидкістю до 190 км/год (120 миль/год) і штормовим припливом. Сідр може бути найсильнішим циклоном, який обрушився на країну з тих пір, як циклон убив понад 143 000 жителів Бангладеш у 1991 році. Хоча кількість загиблих від Сідру обчислюється тисячами, але пошкодження будинків, посівів і засобів до існування можуть бути значними і, як повідомляється, були найгіршими. Ефективне раннє попередження, укриття для циклонів і впровадження заходів з ліквідації наслідків стихійних лих допомогли зменшити кількість загиблих. Відповідно до Програми готовності до циклону волонтери евакуювали щонайменше 600 000 бангладешців на шляху шторму. Багато з них розміщені до 1800 у притулках, побудованих уздовж узбережжя. Організації з надання допомоги розповсюдили семиденні набори продуктів харчування, ковдр та одягу для евакуйованих сімей.
З 1991 року спільнота донорів, включаючи США та ЄС, підтримує готовність до стихійних лих, щоб пом’якшити наслідки тропічних штормів і покращити допомогу після стихійних лих і реконструкцію. Для захисту вразливих територій від штормових хвиль створено циклонні стіни, висаджені серед дерев. Схоже, що притулки на палях, де розміщені біженці, а також системи раннього попередження та своєчасна евакуація значно зменшили кількість смертей від Сідру. Це вбило близько 15 000 людей, найбільше число з часів циклону, який убив майже 140 000 у регіоні в 1991 році.
Зі швидкістю вітру до 260 км/год циклон «Сідр» був названий одним із 10 найсильніших і смертоносних циклонів, які обрушилися на регіон Бангладеш між 1876 і 2010 роками.